# بول دورهام
بول دورهام (بالإنجليزية: Bull Durham)‏ هو لاعب كرة قاعدة أمريكي، ولد في 27 يونيو 1877 في نيو أكسفورد في الولايات المتحدة، وتوفي في 28 يونيو 1960 في بنتلي في الولايات المتحدة.

## وصلات خارجية
- بول دورهام على موقعبيزبول رفرنس.كوم (الدوري الرئيسي) (الإنجليزية)
- بول دورهام على موقعبيزبول رفرنس.كوم (الدوري الثانوي) (الإنجليزية)
- بول دورهام على موقع مشجعي الرسوم البيانية (الإنجليزية)